# الحاج دابو
الحاج دابو (بالفرنسية: Elhadj Dabo)‏ (20 ديسمبر 1995 في السنغال - ) هو لاعب كرة قدم سنغالي في مركز الوسط.

## وصلات خارجية
- الحاج دابو على موقع رابطة كرة القدم الفرنسية للمحترفين (الإنجليزية)
- الحاج دابو على موقع قاعدة بيانات كرة القدم.إي يو (الإنجليزية)
- الحاج دابو على موقع Soccerway.com (الإنجليزية)
- الحاج دابو على موقع عالم كرة القدم.نت (الإنجليزية)